# Mutant Chronicles
 (mars 2015).
 (mars 2015).
Si vous disposez d'ouvrages ou d'articles de référence ou si vous connaissez des sites web de qualité traitant du thème abordé ici, merci de compléter l'article en donnant les références utiles à sa vérifiabilité et en les liant à la section « Notes et références ».
Mutant Chronicles est un jeu de rôle sur table américain de science-fiction paru en 1993 et dont l'univers a été décliné sous de nombreux supports, notamment un jeu de figurines.

## L'univers de Mutant Chronicles

### Les Chroniques

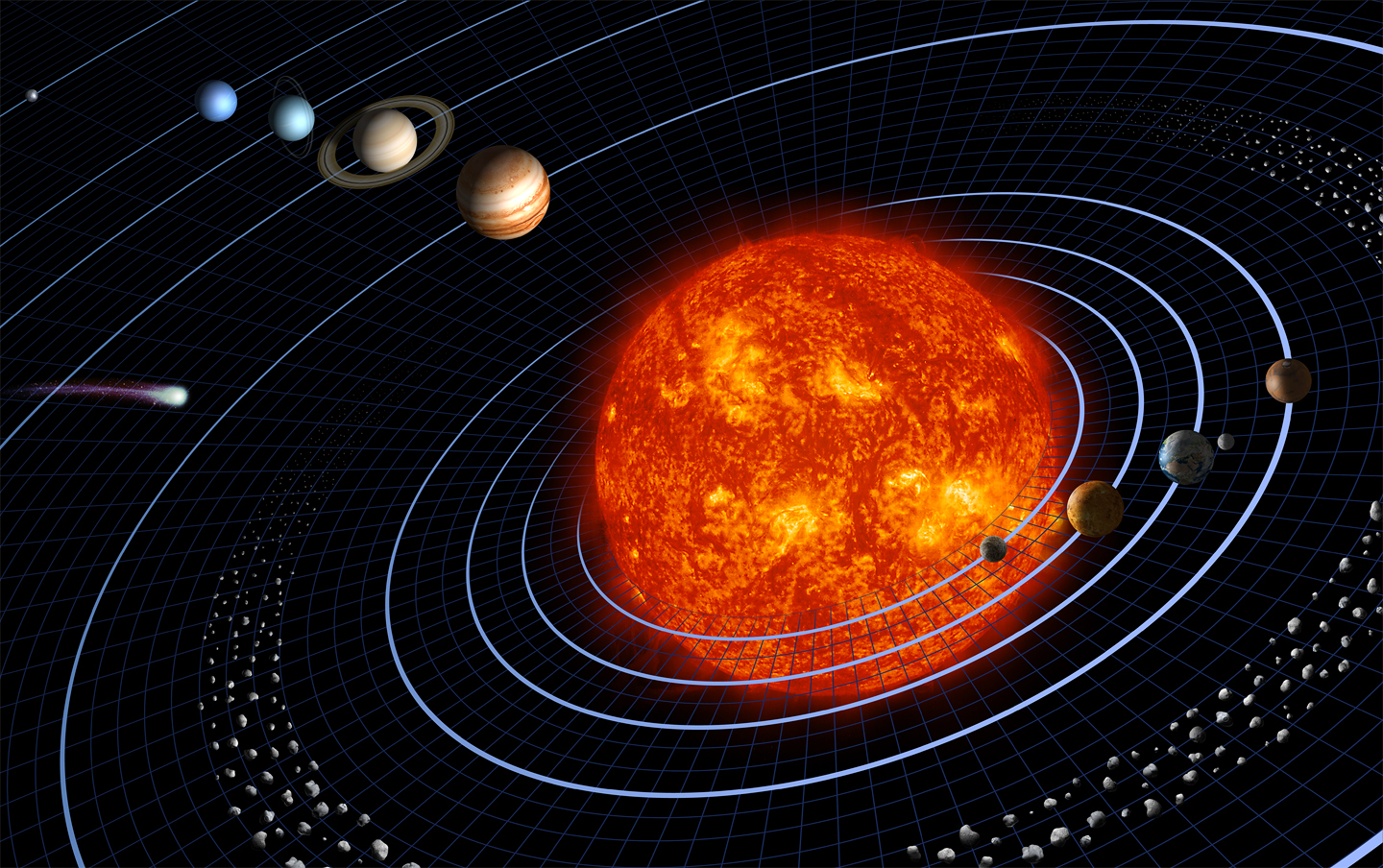
Montage présentant les composants principaux du Système solaire (échelle non respectée), de gauche à droite : Pluton, Neptune, Uranus, Saturne, Jupiter, la ceinture d'astéroïdes, le soleil, Mercure, Vénus, la Terre et sa Lune, et Mars. Une comète est également représentée sur la gauche.

#### L'Exode et l'Âge d'Or
L'histoire de Mutant Chronicles débute à la fin du XXIIe siècle de notre ère. À cette époque la Terre est dirigée par d'immenses groupes financiers appelés les corporations. De ces nombreux conglomérats, quatre géants de l'aérospatiale émergent : Capitol, Bauhaus, Mishima et Imperial. Lassés de se faire la guerre pour les maigres ressources existant encore sur Terre, les quatre mégacorporations entreprennent de coloniser l'espace et utilisent la technologie de la terraformation sur les planètes du système solaire intérieur. Ce titanesque chantier se fera au prix de la ruine de la Terre sur le plan écologique et de l'épuisement de ses ressources qui serviront à payer l'énorme dette générée par cette entreprise. Ces chantiers se termineront à peine moins d'un siècle après avoir débutés.
À cette date, l'exode de l'humanité bat son plein avec le transport de millions d'individus appartenant aux personnels des 4 géants. Les faibles et les vieillards ainsi que ceux qui refusent de monnayer leur loyauté aux mégacorporations sont abandonnés sur une Terre à l'agonie déchirée par les guerres, les famines et les épidémies. Désormais la nouvelle capitale de l'humanité bâtie par Capitol sur la lune, s'appelle Luna et les quatre corporations vont décider de travailler ensemble à parfaire leurs nouveaux mondes. Cette ère d'entraide est nommée l'Âge d'Or de l'humanité.

#### Les Premières Guerres Corporatistes et la fondation de la Confrérie
Au début du XXIIIe siècle de notre ère, les colons d'Imperial mettent le pied sur Pluton et découvrent la Tablette d'Acier, un artefact extra-terrestre enterré depuis des éons sur la neuvième planète. Hélas de cette découverte s'ensuit la perte de l'expédition d'Impérial et la réactivation d'une force invisible nommé la Symétrie Obscure, un phénomène entropique qui affecte le paradigme scientifique régissant les mondes de l'humanité.
En quelques années, tous les réseaux informatiques des corporations, régies par les Machines Pensantes, connaîtront chacun leur tour des altérations et des pannes dont les conséquences s'avèreront désastreuses, remettant en cause les titres de propriétés et l'économie interplanétaire. S'accusant mutuellement, les relations diplomatiques entre les mégacorporations vont dégénérer puis se transformer en une guerre ouverte les opposant les unes aux autres sur les différentes planètes colonisées. Ces conflits souterrain ou déclarés seront nommés les Premières Guerres corporatistes et ne prendront fin qu'en 2275 8e régiment du génie par l'intervention opportune de Nathaniel Durand. Doué de certains pouvoirs et étant le seul à comprendre la réelle nature de la Symétrie Obscure, cet élu soutenu par une grande partie de la population lassée des mégacorporations et de leurs guerres sans fin sera le fondateur de la Confrérie et le même qui mettra à bas le règne des Machines Pensantes (forçant les 4 puissances à revenir à des technologies plus archaïques mais moins soumises à la corruption de la Symétrie). Le Cartel, une organisation indépendante des mégacorporations, sera également fondée à la fin de la guerre à l'occasion du Traité de Heimburg et sera chargée de prévenir toute nouvelle confrontation majeure des 4 superpuissances. L'année 2275 deviendra l'année 0 du calendrier de la Confrérie (0 TC).
Finalement, Mishima occupera l'intégralité de Mercure, Bauhaus sera contenu sur Vénus et Capitol contrôlera la majorité de Mars. Luna étant déclarée zone neutre sous l'égide de la Confrérie et du Cartel, Imperial sera forcé de se tailler un territoire dans les zones vierges de la ceinture d'astéroïdes et du système solaire extérieur. C'est au cours de cette colonisation que les unités Conquistadores d'Impérial découvriront dans la ceinture de Kuiper la planète noire Néron, la dixième planète.

#### Le Premier Sceau de Répulsion et la Croisade Vénusienne
Lorsque les Conquistadores d'Imperial mettent le pied sur Néron, ils découvrent une gigantesque citadelle noire. Poussés par une force irrésistible et ignorant les mises en garde de la Confrérie contre tout ce qui venait de l'extérieur, ils franchissent son portail. C'est comme cela qu'est brisé le Premier Sceau de Répulsion qui cette fois-ci va libérer les cinq Apôtres de l'Obscurité.
En quelques années, toutes les colonies extérieures sont balayées par les Légions Obscures et les armées corporatistes ont toutes les peines du monde à contenir cette armée de nécromutants capable d'utiliser la nécrotechnologie, les pouvoirs psychiques et d'autres procédés surnaturels dans le seul but d'anéantir les peuples de l'humanité. C'est quand les corporations croient que tout est perdu que se dresse une nouvelle fois le Cardinal Nathaniel Durand qui réussit à les unir et lance un assaut contre Algeroth, l'apôtre de la Guerre.
La contre-attaque menée par les forces corporatistes, coordonnée par le Cartel et soutenue par la Confrérie prendra le nom de Croisade Vénusienne parce qu'elle se déroulera sur la deuxième planète du système solaire. Après un combat épique où Nathaniel Durand lutte en personne et réussit à vaincre le Techno-maître au prix de sa propre vie, les forces humaines prennent enfin l'avantage sur les Légions Obscures. Ce n'est qu'en 100 TC que le successeur de Nathaniel, le Cardinal Toth mettra à bas la dernière Citadelle des légions obscures, celle de l'apôtre Saladin dans le sud de Mars.
Ce conflit se soldera par la perte de millions de vies humaines, de toutes les données informatiques concernant la Terre et des anciennes technologies avancées, il donnera aussi naissance à un nouvel ordre hiérarchique au sommet duquel la Confrérie règnera de façon incontesté durant 1 000 ans.

#### Les Mille Ans d'Apathie
Les Mille Ans d'Apathie font référence à la période historique durant laquelle la technologie humaine ne fera que stagner. Non seulement la Symétrie Obscure qui persiste toujours rend difficile la redécouverte de la technologie jadis maitrisée par l'humanité mais la Confrérie contribua en plus à cet état de fait en imposant des gardes-fous appelés les Edits de Toth. Ils tiendront en 3 interdits : ne pas chercher à réinventer les Machines Pensantes qui se montrent beaucoup trop sensibles à la Symétrie obscure ; ne pas chercher à étudier les Légions Obscures sous peine d'être frappé par leur corruption ; ne pas chercher à fonder des colonies au-delà de l'orbite de Jupiter afin de ne pas réveiller les légions Obscures qui y ont été repoussées. Ces édits seront aussi accompagnés d'une stricte censure de la Confrérie sur l'information, celle-ci s'accaparant tout ce qui reste des archives de l'humanité et servant d'unique référence à toutes les ressources documentaires à venir.
Cette période ne connaîtra que quelques conflits militaires localisés entre ou internes aux corporations mais le Cartel réussira globalement à maintenir un équilibre précaire. Au bout d'un millénaire, les Légions Obscures deviendront un mythe, une sorte de croque-mitaine brandi par la Confrérie suspectée de bâillonner les médias et de freiner le développement des corporations. Peu à peu le sacrifice de Nathaniel Durand ne sera plus qu'un légende ressassée sans cesse par les prédicateurs de la Confrérie et à force d'interdits abstraits ce qui devait arriver finira par arriver, les Édits de Toth seront violés à leur tour.

#### La Fondation de Cybertronic et les Deuxièmes Guerres Corporatistes
Les Mille Ans d'Apathie se termineront sur un coup de tonnerre en 1103 TC avec la Fondation d'une cinquième mégacorporation : Cybertronic. Ce bloc corporatiste est l'agrégat de 18 sociétés axées sur les nouvelles technologies dont certaines étaient alors interdites par la Confrérie. Par une habile manipulation boursière et une campagne de recrutement éclair, le consortium Cybertronic devient une grosse puissance à part entière mais elle ne dispose pas d'un territoire propre, exception faite des possessions rachetées sous couverture aux autres corporations pendant la débâcle financière fantôme.
L'émergence de Cybertronic aura des répercussions à la fois dans le domaine technologique avec des percées majeures dans la cybernétique (qui changera pour la biotechnologie après une révision de contexte) et à la fois à l'échelle de la géostratégie du système solaire. Elle apparaîtra bientôt comme une rivale sérieuse pour Capitol, s'attaquant à la colonisation de la ceinture d'astéroïde et du système jovien. Imperial répondra de deux manières. Tout d'abord en entraînant la Confrérie, qui se rend bien compte que cette nouvelle technologie est une transgression des édits, dans une campagne de dénigrement de la cinquième mégacorporation en l'assimilant à un nouveau motif des Légions Obscures. Puis en cherchant à compenser ses possessions perdues en lorgnant du côté des territoires des autres corporations. S'ensuit à nouveau une lente escalade vers des conflits incessants entre les corporations jusqu'à ce qu'une expédition du Cartel découvre en 1268 TC l'inconcevable : les Légions Obscures sont de retour...
- Le jeu de rôle se déroule aux alentours de la date 1270 TC alors que le Cardinal Durand XVII est encore en vie et que les Légions Obscures reviennent sur le devant de la scène.
- Le jeu de figurines se déroule aux alentours de la date 1275 TC alors que les Deuxièmes Guerres corporatistes battent leur plein et que le Cardinal Dominic dirige la Confrérie.

### Les corporations marchandes

#### Capitol
Dans la théorie Capitol est une corporation sans aristocratie, chacun de ses employés en est actionnaire. Dans la pratique, certains ploutocrates rachètent les actions des citoyens en difficultés pour se constituer un droit de vote du bureau d'administration de la corporation. Très agressive sur les marchés, elle  n'aime pas faire appel aux compagnies indépendantes, et préfèrera les acheter pour subvenir à ses besoins. L'idéal de cette corporation est de fournir les produits les plus adaptés au marché. Elle préfèrera toujours négocier à l'option du conflit armé qui est toujours destructeur d'actifs et de personnels.
Cette corporation représente symboliquement les États-Unis et pourrait être son héritière. Les ressemblances thématiques tiennent en plusieurs points :
- une société très attachée aux libertés et droits de l'individu ;
- la possibilité d'acquérir facilement et détenir des armes à feu ;
- l'omniprésence des médias et leur influence sur le pouvoir judiciaire ;
- les grands espaces désertiques martiens rappelant tantôt le far west, tantôt l'océan pacifique ;
- la structure corporatiste fondée sur des districts et administrateurs soit l'équivalent des états et sénateurs avec tous les avantages et inconvénients liés à ce découpage administratif ;
- une société ultra-violente à l'image de sa capitale San Dorado rappelant la Los Angeles avec ses émeutes ;
- la volonté d'entreprise du citoyen capitolien.

#### Bauhaus
Bauhaus fut jadis une démocratie mais aujourd'hui c'est une aristocratie dont les pierres angulaires sont les maisons nobles. Cette société  est extrêmement hiérarchisée allant des membres des maisons électrices au pauvre esclave qui travaille nuit et jour dans les immenses industries de la corporation. Celle-ci montre beaucoup d'affinité avec la Confrérie du fait qu'elle a supporté par la passé le plus gros de l'attaque des Légions Obscures. Sa société est régulée par tout un fatras de ministères, sous-ministères, ordres professionnels voire templiers qui exercent un contrôle népotique sur le bauhauser moyen. Celui-ci se montre extrêmement discipliné et fier de défendre les intérêts de sa corporation (la corporation dispose d'un des appareils de propagande des plus performants).
Cette corporation représente symboliquement l'Europe Centrale et pourrait être l'héritière d'un conglomérat englobant l'Allemagne, la Suisse, l'Italie et la Russie. Les ressemblances thématiques tiennent en plusieurs points :
- une société très attachée à la réussite collective. L'individualisme n'a aucune place. Tout est question d'honneur et de devoir.
- une industrie orientée vers les industries lourdes. L'excellence est un maître mot pour ses produits.
- son système social gérant tous les aspects de la vie d'un individu et très marqué par la religion.
- son appareil militaire rappelant celui de l'Armée rouge vis-à-vis des exercices répétitifs en cas d'attaque.
- son style architectural digne de l'Union soviétique
- ses goulags au fin fond des steppes désertiques de Vénus

#### Mishima
Mishima est également une corporation aristocratique avec ses familles de samouraïs dirigeant les keiretsus (conglomérats industriels). Chacune de ses entités est indépendante les unes des autres et dispose le plus souvent d'un monde souterrain, une énorme caverne excavée dans l'écorce de Mercure. Au-dessus d'elles se tiennent le Suzerain et les trois Princes Héritiers gouvernant chacun les domaines de Mishima sur chaque planète. Tout en bas de la société vivent les masses ouvrières qui sont bombardées par la machine de propagande de la corporation. Mishima dispose d'un très bon service de renseignement pour piller les brevets des autres corporations du fait que ses keiretsus ne peuvent se permettre de multiplier les budgets R&D. Comme la corporation se montre aussi très indépendante vis-à-vis de la Confrérie, Mishima est aussi un leader sur l'électronique bon marché.
Cette corporation représente symboliquement le sud-est asiatique et pourrait être son héritière. Les ressemblances thématiques tiennent en plusieurs points :
- une société très attachée aux traditions qui rappellent fortement le Japon
- une société où l'individualisme est mal vu mais où l'honneur personnel est encensé
- une société avec une masse ouvrière aux revenus très bas et produisant des matériels de faible qualité qui rappellent la Chine des années 1990.
- les guerres de clans entre familles de samouraïs.
- le fief vénusien de l'Archipel de Graveton qui rappelle beaucoup les conflits de l'océan pacifique de la Seconde Guerre Mondiale

Cette corporation étant repartie sur trois planètes (une planète par Prince Héritier). Chacune bénéficie d'une thématique propre : La partie mercurienne peut s'assimiler à la Chine avec une corporation refermée sur elle-même et donc l'unique point d'entrée est un port franc qui rappelle la situation de Hong Kong. La partie vénusienne peut s'assimiler au Sud-Est asiatique (Corée, Viêt Nam, Birmanie) avec des conflits territoriaux entre Bauhaus (Russie) et Capitol (USA). Enfin la partie martienne peut s'assimiler au Japon avec un conflit dans les déserts martiens pouvant rappeler la guerre du Pacifique durant la Seconde Guerre mondiale (utilisation de porte-avions sur voies ferrées).

#### Imperial
Imperial est la corporation la plus agitée de toutes. Ayant énormément perdu de territoires dans le système solaire extérieur à la suite de l'incursion des Légions Obscures, cette corporation recourt à des OPA agressives pour reconstituer son empire. Sa structure hiérarchique est fondée sur les clans qui disposent de leurs propres fiefs industriels et d'une énorme bureaucratie qui évite à la corporation d'exploser de toute part. Marquée par les conflits internes et les opérations clandestines en tout genre, Imperial est mal vue par ses rivales pour ses pratiques d'acquisitions militaires. Du fait que la guerre est son fonds de commerce, Imperial est l'un des tout premiers fabricants d'armes du système solaire et son premier client. Les impériaux sont peu attachés au sort de la corporation mais se montrent de farouches défenseurs de leurs clans. Ils préfèreront mourir jusqu'au dernier plutôt que de céder un pouce de terrain. La corporation dispose également d'un dirigeant faisant office de figure de proue pour les employés mais ne disposant pas d'autorité, ce dirigeant est appelé Sa Sérénité impériale.
Cette corporation représente symboliquement les Îles Britanniques et pourrait être son héritière. Les ressemblances thématiques tiennent en plusieurs points :
- une société dirigée par un parlement et une chambre des pairs, fortement ancrée dans la tradition bureaucratique ;
- une élite noble qui doit se faire un nom sur les champs de bataille ;
- un empire colonial s'étendant dans la ceinture d'astéroïdes ;
- la flotte spatiale la plus importante du système solaire ;
- le cynisme dans sa gestion des affaires et le recours aux méthodes les plus mesquines ;
- la bière et le whisky célébrés à travers toute la corporation ;
- leur ville de Fukido en plein territoire mishiman n'est pas sans rappeler Hong-Kong ;
- une thématique arthurienne rappelant fortement la Bretagne, et des rivalités claniques et des tenues et accessoires (kilts, claymores) se référant à l'Écosse médiévale.

#### Cybertronic
Cybertronic est la plus mystérieuse et la plus méconnue des corporations. Sa fondation étant très récente par rapport aux autres corporations, celle-ci a dû tailler sa place en procédant à des manipulations boursières pour racheter les actifs de ses concurrentes, à une fuite des cerveaux et à une énorme entreprise de verrouillage de l'information autour de ses activités. La corporation est centrée sur les nouvelles technologies, ce qui correspond, dans le monde retro-tech de Mutant Chronicles, à l'informatique, la robotique mais aussi les domaines beaucoup plus avancés comme la cybernétique et la réalité virtuelle qui reste une exclusivité de la corporation. Cybertronic attire les foudres de la Confrérie qui est persuadée qu'elle représente un nouveau motif de l'Obscurité. Imperial harcèle constamment la jeune corporation car elles sont toutes les deux concurrentes dans la colonisation du système solaire externe, en particulier dans le système jovien.
Cette corporation ne représente pas symboliquement un état particulier mais certains rapprochement peuvent être faits avec Israël : 
- elle s'est fondée contre l'avis des autres corporations marquant ainsi sa volonté de ne pas subir le joug des puissances du système solaire ;
- elle contrebalance ses faibles effectifs par une très forte valeur ajoutée militaire avec un recours extensif aux nouvelles technologies et drones ;
- elle présente une forte industrie à forte valeur ajoutée notamment dans les domaines de l'informatique et de l'armement ;
- cette corporation ne possède aucune terre à elle et cherche à se construire un territoire ;
- sa centrale de renseignement est l'une des plus efficaces en recourant à des agents extrêmement loyaux ;
- une corporation assiégée de toutes parts mais soutenue par Capitol. À la fois visée par des attentats de la part d'Imperial et à la fois par des raids des Légions Obscures.

L'un des auteurs originaux a précisé, des années plus tard, que l'objectif de l'éditeur était d'introduire une thématique paranoïaque de type KGB (la corporation qui précède Cybertronic s'appelait Yeltzin dans Mutant Space). Cette thématique « soviétique » sera mise en exergue dans Warzone 2 mais sans convaincre les fans qui préféreront la corporation telle qu'elle est décrite par Mike Stackpole dans le troisième roman de la trilogie (cette version servira d'ailleurs de base au supplément Cybertronic en 1996).

### Les organisations inter- et non corporatistes

#### Le Cartel
Le Cartel fut fondé pour résoudre les conflits déchirant les corporations. Cette institution est largement supportée par Capitol et fortement décriée par Imperial qui n'y voit qu'un obstacle à sa politique de fusion & acquisition. Mais le Cartel est devenu au fil des années une énorme structure bureaucratique dont les actions manquent soit de transparence, soit d'efficacité. L'un des rares réussites à mettre à son actif est la création du corps des Commandos de la Mort destiné à combattre les Légions Obscures.
Cette organisation représente symboliquement l'ONU et pourrait être son héritière. Les ressemblances thématiques tiennent en plusieurs points :
- une organisation fondée après une grande guerre et destinée à prévenir de futurs conflits
- une bureaucratie pesante et un blocage de chacun de ses membres interdisant toute prise de décision utile

Cependant plusieurs différences sont à noter :
- cette organisation dispose d'un réel budget et d'un véritable corps militaire.
- il n'existe que 5 membres permanents, les compagnies indépendantes n'ayant aucun droit de vote.
- une corruption endémique sans compter une opacité sur ces opérations qui peuvent servir de paravent à certaines activités illégales ou hors de la sphère des corporations.

#### La Confrérie
La Confrérie est une organisation dont la vocation est d'endiguer et de détruire toutes les manifestations de l'Obscurité : que ce fut la révolte des Machines Pensantes, la venue des Légions Obscures ou les activités des sectes hérétiques. Elle se décline en quatre Directorats ayant chacun une mission spécifique allant de la traque des Hérétiques au messages publicitaires transmettant la bonne parole du Cardinal dans les mégavilles. Le tout est patronné par la Curie présidée par le Cardinal en personne. Elle ne produit aucun bien mais bénéficie d'importantes ressources financières provenant de dons particuliers ou des sommes versées par certaines corporations. Elle est ouverte à quiconque souhaite rejoindre ses rangs mais une fois entré il est inutile de penser en sortir sous peine d'être accusé d'hérésie.
Cette organisation représente symboliquement l'église catholique romaine et pourrait être son héritière. Les ressemblances thématiques tiennent en plusieurs points :
- une organisation centrée sur le culte d'un sauveur
- une vision manichéenne du monde où la Lumière lutte contre l'Obscurité
- une inquisition digne des dominicains en Espagne au XVIe siècle
- une influence sur les affaires de certaines corporations comme Bauhaus avec l'existence de certains ordres templiers
- une influence de la part de certaines corporations dans sa politique, comme Imperial qui s'assure du soutien de l'organisation en lui construisant des cathédrales sur des colonies acquises de façon litigieuses.

### Les Légions Obscures
Les Légions Obscures, comme leur nom l'indique, est une armée de créatures infernales au service de l'Âme Obscure dont l'objectif est soit de détruire l'humanité, soit de la réduire en esclavage. Tout en haut de la hiérarchie trônent les cinq Apôtres de l'Obscurité qui sont des incarnations d'un aspect de l'Obscurité. Chacun dispose de ses propres armées - les Légions -, bases d'opérations - les Citadelles-, assignations et objectifs. En plus d'affronter l'humanité chacun se livre à une lutte fratricide pour prendre l'ascendant sur les autres Apôtres. En plus de créatures infernales, chacun dispose de sectes d'Hérétiques implantés dans les mégavilles qui se livrent à des opérations de sabotage, de sape ou tout simplement pour accroître l'emprise de l'Apôtre sur les mondes humains.
IlianLa Dame du Vide est l'incarnation de la Symétrie Obscure. Une énergie surnaturelle issue de dimensions impies qui permet entre autres de manipuler le temps et l'espace et d'altérer les lois physiques de l'univers de Mutant Chronicles. C'est la Symétrie Obscure qui a perverti toute la technologie avancée des anciens.
MuawijheLe Seigneur de la Folie est l'incarnation de la démence. Il commande à une multitude de créatures issues des cauchemars de l'homme et ses Légions sont constituées principalement de Légionnaires Hurlants. Ses sectes propagent le chaos dans les mégavilles en conduisant des employés frustrés à devenir de dangereux psychopathe.
AlgerothLe Techno-Maître est l'incarnation de la guerre et de la destruction. Cet Apôtre fournit toute la technologie Obscure dont les Légions ont besoin et une grosse partie des créatures venues de plans lointains. Il dirige les légions qui se confrontent incessamment aux forces corporatistes et disposent des Citadelles les plus puissantes sur Vénus et Mars.
DemnogonisLe Seigneur de la Corruption est l'incarnation de la maladie et de la putréfaction. Ces Légions disséminent des germes qui balaient les rangs des forces corporatistes et ses sinistres Curateurs transforment les cadavres en Légionnaires Bénis qui vont propager les sinistres principes de cet Apôtre. Certaines créatures comme les Cairaths font l'objet de cultes dans les égouts des mégavilles.
SemaïLe Seigneur du Mensonge est l'incarnation de la traîtrise et de la corruption des âmes. Cet apôtre cherche à corrompre les humains pour les réduire en esclavage en leur faisant miroiter de fausses promesses comme le pouvoir, la richesse ou la gloire. Cet Apôtre recours souvent aux illusions et la tromperie pour atteindre ses objectifs. Il soutient secrètement Algeroth pour qu'il renverse Ilian qui reste la préférée de l'Âme Obscure.
Mais, à l'instar des Dieux du Chaos de Warhammer, certaines particularités permettent de les différencier des démons de la littérature fantastique classique :
- les Légions recourent massivement à une technologie pervertie. Il s'agit en fait d'un miroir dénonçant les abus de la technologie moderne sous la forme d'usines polluantes, de biotechnologies ou d'armement. Toutes les peurs humaines vis-à-vis de la science sont représentés thématiquement.
- les créatures des Légions ont une incarnation physique contrairement aux démons classiques qui sont plutôt des esprits désincarnés qui prennent possessions des humains ou qui utilisent des malédictions ou des objets possédés. Dans Mutant Chronicles, il est possible de tuer une créature des Légions Obscures, ou au moins de la renvoyer dans les abysses, une chose qui n'est pas toujours possible dans la littérature fantastique classique où bien souvent les démons sont invulnérables aux armes classiques.
- les créatures des Légions Obscures ne sont pas des créatures purement liées à l'infernalisme du fait de l'absence d'un Dieu ou d'Anges. Les humains ne peuvent compter que sur eux-mêmes pour se sortir de cette situation, uniquement armés de la foi et d'armes à feu. La confrontation existant ainsi entre l'humanité et l'Âme Obscure est donc plus sujet à un conflit armé qu'à une véritable lutte entre la lumière et l'obscurité quoique la Confrérie professe le contraire.

### Liste de planètes, lunes et lieux
MercureMercure est le siège de la corporation Mishima. Comme sa surface est bombardée par les vents solaires, les anciens durent excaver de vastes royaumes souterrains dans son écorce. Dans ces cavernes ont été installés des écosystèmes quasi-autonomes présentant une grande variété au gré des humeurs de leurs propriétaires que sont les keiretsus. Mishima détient la très grande majorité des installations humaines à l'exception de la mégaville de Fukido qui fut loué à Imperial pour un bail de 100 ans. le problème est qu'aujourd'hui le bail va expirer et que les impériaux n'ont aucune envie de restituer la ville, du moins sans combattre. La mégaville capitale de Mercure est Longshore.
VénusVénus est le siège de la corporation Bauhaus. Cette planète a été lourdement terraformée transformant son atmosphère étouffante et acide en une oasis végétale. Vénus se caractérise par une journée longue de 117 jours terrestre. Cela résulte en un climat tantôt chaud et humide durant la journée vénusienne et glaciale durant la nuit. Toutes les corporations ont des installations sur Vénus qui reste l'une des planètes les plus disputées avec Mars à cause de ses ressources naturelles dont certaines plantes qui permettent de synthétiser des carburants.
TerreLa Terre a été abandonnée par les corporations lors de l'Exode un peu avant le XXIIIe siècle apr. J.-C. Il s'agit d'un monde sur-pollués et privés de toutes ses ressources pour payer le prix monstrueux de l'Exode de l'humanité et la terraformation des autres planètes. Mais depuis quelques années, les corporations s'intéressent de nouveau à cet astre puisque Cybertronic aurait des projets de terraformations de ce planétoïde dévasté. Ce que trouveront les corporations reste classé confidentiel.
LunaLuna est un peu la Suisse de Mutant Chronicles, une zone neutre où toutes les corporations ont un siège de représentation et où la Confrérie dispose de son siège principale : la Grande Cathédrale. Pas grand chose à dire du climat de Luna qui n'a jamais put être terraformé faute d'une gravité suffisante, mais malgré tout le satellite abrite la plus grande mégaville du système solaire : Luna City. Cette cité édifiée au cours des âges est un immense mille-feuille où se superposent les quartiers les plus récents aux anciennes colonies minières. Quelques quartiers sont contrôlés par les corporations et donc relativement sécurisés tandis que les faubourgs sont laissés totalement à l'abandon.
MarsMars est le siège de la toute puissante Capitol. Une planète en partie terraformée dans sa partie australe mais les déserts commencent à gagner dans certaines zones du fait du manque d'entretien de canaux d'irrigation. Faute d'une atmosphère assez humide, les cultures martiennes sont massivement hydroponiques (hors sol) bien qu'il existe une ceinture de grands lacs. Reste que l'atmosphère de la planète reste assez froide (autour des 10 °C dans les zones tempérées). La cité capitale San Dorado est aussi le siège de Capitol. Plusieurs conflits au sud opposent capitoliens et créatures des Légions Obscures, notamment dans le désert de Rouille sur la ligne McCraig, une ligne de fortification entourant la Citadelle du Commandeur Népharite Saladin.
ceinture d'astéroïdesLa ceinture d'astéroïdes est largement exploité et colonisé par Imperial, dont le siège se trouve dans l'astéroïde de Victoria. Bien que la masse de la ceinture ne représente à peine la moitié d'une planète, la surface totale de ses astéroïdes représentent une somme colossale qui intéressent les compagnies minières. D'autant que certains astéroïdes sont des noyaux protoplanétaires intégralement métalliques qui aiguisent les appétits des corporations. Le trafic spatial se découpe en deux catégories : le fret interplanétaire assuré par les Dreanoughts, d'énormes appareils aux moteurs plasma et le fret orbital ou inter-astéroïdes assuré par de plus petites navettes. Acquisition militaire et piraterie spatiale sont monnaie courante dans cette partie du système solaire.
GanymèdeGanymède est un  satellite de Jupiter terraformé très récemment par la jeune Cybertronic. Mais après une action conjointe de la Confrérie et Imperial, Cybertronic sera dépossédé de ce nouveau monde la contraignant à coloniser encore plus activement les amas d'astéroïde de part et d'autre de l'orbite de Jupiter. Non seulement les impériaux se heurtent à des problèmes dans la colonisation de ce nouveau monde pas tout à fait terraformé mais en plus la corporation se retrouve en première ligne devant les prochains assauts des Légions Obscures sans disposer d'un soutien suffisant de la ceinture d'astéroïdes.
Le système solaire extérieurLe système solaire extérieur s'étend de Jupiter jusqu'à la ceinture de Kuiper. Il n'a été que partiellement colonisé par Imperial avant la première incursion des Légions Obscures. Ses colonies ont été balayées depuis et aucune corporation n'a vraiment déployé d'efforts pour la reconquête, la Confrérie interdisant d'aller réveiller à nouveau les Légions Obscures dans la ceinture de Kuiper. Restent que quelques sondes et expéditions parcourent ses espaces vides en quête d'artefacts des anciens ou pour prévenir toute incursion des Vaisseaux Noirs des Légions Obscures.
NéronNéron est la fameuse dixième planète sur laquelle a été brisé le Premier Sceau de Répulsion et où aujourd'hui siègent les Apôtres. Néron se trouve dans la ceinture de Kuiper et Brutus, son satellite, lui sert de port spatial où des astéroïdes de glace sont aménagés pour servir de Vaisseaux Noirs. La planète sert de base opérationnelle pour harceler les flottes spatiales humaines dans tout le système solaire, interdisant la colonisation des satellites des géantes gazeuses. Néanmoins les Légions Obscures ont recours à des portails dimensionnels pour se rendre plus facilement sur les mondes humains, ce qui requiert assez souvent la fondation d'une Citadelle pour abriter un tel portail.

### Personnages
Les seuls personnages développés pour la licence sont les combattants destinés au jeu de plateau Siege of Citadel (exclusivement des Commandos de la Mort). Ces personnages à forte connotation militaire ont été par la suite déclinés dans les comics et les romans basés sur la licence renforçant ainsi son identité conflictuelle (Mitch Hunter étant le seul personnage décliné sur tous les supports).
Le seul personnage véritablement développé pour le jeu de rôle est celui de Michael McBride. Celui-ci est un ex-militaire d'Imperial devenu franc-tireur. Il correspond à l'archétype du détective privé blasé que l'on trouve dans les romans noirs hardboiled et il se retrouve impliqué dans toutes sortes de machinations corporatistes. Son caractère peut être qualifié de cynique et désabusé. On sait de son passé qu'il a fait carrière dans l'armée, a appartenu un temps au corps des Blood Berets, et s'est fait viré par son supérieur direct. Durant une de ses missions à Fukido, il rencontrera un agent féminin de Mishima avec qui il va nouer une relation amoureuse. C'est cette relation qui va le conduire à avoir des problèmes, au moment du jeu de rôle, avec le groupe industriel Suritomo.

## Œuvres composant l'univers de fiction

### Jeux de rôle
(fr) Mutant Chronicles (1993)
(fr) Guide du franc-tireur (1994)
(fr) Guide Imperial (1993)
(fr) Guide Confrérie (1993)
(fr) Guide Capitol (1994)
(en) Guide Algeroth (1994)
(en) Guide Bauhaus (1994)
(en) Guide Mishima (1995)
(en) Guide Cybertronic (1995)
(en) Campagne 1/3 : The Second Sceal of Repulsion (1996)
(en) Campagne 2/3 : The Four Riders (1996)
(en) Campagne 3/3 : Beyond the Pale (1996)
(en) Guide Ilian (1997)
(en) Guide Heimburg (annulé)
(en) Mutant Chronicles 2nd Edition (1998)
(en) Mutant Chronicles 3rd Edition (annulé)

### Jeux de figurines
(fr) Warzone (1995)
(fr) L'Aube de la Guerre - Compendium 1 (1996)
(en) Beasts of War - Compendium 2 (1996)
(en) Casualties of War - Compendium 3 (1997)
(en) Dark Eden - World at War 1 (1998)
(fr) Warzone Seconde Edition (1998)
(en) Venus - Forces of War (1999)
(en) Mars - Forces of War (1999)
(en) Warzone Ultimate Edition (2004)

### Jeux de société
(fr) Blood Berets (1993)
(en) Siege of the Citadel (1993)
(en) Fury of the Clansmen (1993)
(en) Mutant Chronicles CMG (2008)

### Jeux de cartes à collectionner
(fr) Doomtrooper (1994)
(en) Dark Eden (1996)

### Films
(en) Mutant Chronicles (annulé)
The Mutant Chronicles (2008)

### Jeux vidéo
(en) Doom Troopers: Mutant Chronicles (1995)

### FigurinesetMaquettes
Target Games a vendu des figurines à l'échelle 25 mm pour Blood Berets, Warzone et pour le jeu de rôle Mutant Chronicles. La filiale qui s'occupait de la commercialisation de ses figurines s'appelait Heartbreaker US.
Forge World a vendu des véhicules à l'échelle 25 mm pour le jeu Warzone notamment celle du char lourd Bauhaus le « Grizzly ».
Excelsior Entertainment a repris les moules de Target Games et vendu  des figurines à une seule échelle 25 mm pour Warzone.
Juste avant de faire faillite, Excelsior a confirmé que les moules des figurines Warzone avaient été détruits faute d'une reprise par les ayants droit.
Fantasy Flight Games a commercialisé des figurines à l'échelle 54 mm pour le jeu Mutant Chronicles CMG entre septembre 2008 et avril 2009. 54 figurines ont été éditées jusqu'à l'interruption de la gamme en avril 2009 ; elles portaient sur les factions Algeroth, Ilian, Capitol, Bauhaus et la Confrérie.

### Autres lignes de produits
(en) Tetralogie de comics Golgotha (1994)
(en) Trilogie de romans Lord of Insanity (1994)
(en) Comics tirés du film (annulé)
(en) Roman tiré du film (2008)

## Activités de fans
Plusieurs communautés de fans européens se sont constitués au fur et à mesure des années. Paradoxalement, ce sont les communautés étrangères qui se sont le plus développées par rapport aux communautés anglophones. La raison en est que les éditeurs successifs sont anglophones ; toutes les communautés qui ont pu émerger en anglais leur étaient attachés et disparaissaient avec eux. À l'inverse, dans les autres pays, les besoins de traduction ont conduit les communautés à produire leur propre matériel et à devenir indépendantes. Ce qui explique qu'aujourd'hui les communautés étrangères proposent plus de matériels que les anglophones (Pologne, Italie et France).
Coral Beach CenterLe Coral Beach Center est une initiative de rassemblement documentaire et de traduction de tout le matériel qui a trait à Mutant Chronicles. Les aides de jeu sont intégralement écrites en français et sous la bannière d'une 3e édition non officielle. Il existe actuellement plusieurs projets en cours sur le site : Mutant Chronicles JdR 2.5, Warzone 2.5 et la traduction des comics et romans. Ceux-ci sont coordonnés pour présenter un contexte unifié de la licence. L'ayant droit, Paradox Entertainment, a donné son accord quant au caractère légal de ce site.
```
Le site hébergeant Coral Beach Center n'est plus accessible depuis le 5 septembre 2023 à la suite de la fermeture des pages perso oranges et ont été supprimées le 9 janvier 2024
[
1
]
.
```

### Collections
Il existe plusieurs lignes de figurines ayant ponctué l'histoire de la licence :
- les figurines pour le jeu de rôle au nombre de quelques dizaines servaient soit à la simulation de combat soit pour gonfler les rangs des figurines éditées avec les jeux de plateaux.
- les figurines pour Warzone 1re édition étaient à l'échelle réelle entre 30 et 35 mm. Plusieurs centaines d'entre elles ont été sculptées pour quasiment toutes les unités décrites dans le jeu. L'entreprise Forge World participa également à la réalisation de quelques véhicules (Jackal, Cobra, Grizzly et Black Widow).
- les figurines pour Warzone Seconde édition étaient à l'échelle réelle de 28 mm reflétant ainsi que le jeu impliquait un plus grand nombre d'unité et s'axait sur les fantassins. Ces figurines devaient remplacer peu ou prou les figurines de Warzone 1re édition mais Target Games fit faillite bien avant de réaliser cet objectif. Une centaine tout au plus furent sculptées.
- les figurines pour Ultimate Warzone ne sont rien de plus que les figurines de Warzone des 1re et Seconde édition. Très peu de nouvelles figurines ont été éditées à cette occasion : quelques spécialistes pour certaines unités de Warzone 1re édition mais cela représente qu'une dizaine de figurines en tout et pour tout. L'entreprise Armorcast participa également à la réalisation de quelques grosses figurines (Drop pods et Reaver).
- les figurines de Fantasy Flight Games sont des figurines en plastique, pré-peintes, à l'échelle 54 mm sur des hexagones de 44,5 mm (même format que les hexagones du jeu Heroscape). Le premier set contient 27 sculptures différentes déclinées en 52 figurines grâce à une variation de colories. Une seule extension contenant 2 figurines supplémentaires a été éditée avant l'interruption de la gamme.

## Études

### Étude de l'univers de fiction

#### Accessibilité de l’univers
Ce qui fait le charme de Mutant Chronicles est que, où que se tourne le lecteur, il est en terrain connu avec des thématiques déjà abordés dans d'autres univers. Mais la valeur ajoutée se trouve dans le traitement de ces thématiques dans un contexte homogène où le crossing-over est indolore contrairement à certains multivers de science-fiction où l'on a l'impression de pénétrer dans une auberge espagnole. Dans Mutant Chronicles de nombreuses thématiques sont intégrées et les références à d'autres œuvres fourmillent au risque qu'un lecteur non versé dans la littérature de science-fiction passe à côté de certains éléments traités entre les lignes.
Mais contrairement à des œuvres de science-fictions beaucoup plus originales, Mutant Chronicles laisse beaucoup de champ au lecteur pour retravailler et préciser certains éléments. Ainsi les descriptions présentes dans les différents ouvrages rappellent le traitement d'un livre d'histoire/géographie avec une étude sociologique et économique de chaque entité, le tout agrémenté de quelques considérations sur le mode de l'ironie ou du cynisme.

#### Le modèle corporatiste
À la différence de bon nombre d'univers cyberpunk, l'univers de Mutant Chronicles se caractérise par une complète domination de la société civile et militaire par les corporations. À tel point qu'elles souffrent des mêmes problèmes que les états-nations d'aujourd'hui mais avec un traitement politique qui n'a rien à voir avec une quelconque démocratie. C'est cette remise en perspective qui est intéressante dans cet univers puisqu'il propose l'étude du système capitaliste dans sa dernière phase d'évolution avec ses échecs comme ses réussites.
Aujourd'hui on peut se demander si cette vision corporatiste est toujours d'actualité alors que le monde à bien évolué depuis 1990. La vision de Mutant Chronicles est fondé sur des groupes corporatistes correspondant peu ou prou à des blocs économiques (avec l'absence notable de blocs émergeant comme l'Amérique du Sud ou l'Inde) or depuis les années 2000, on constate, par le processus de mondialisation, une disparition des frontières où le concept de protectionnisme est banni. Est-ce que Mutant Chronicles est démodé ou rétrograde sur cette thématique ? Peut être pas après tout si l'on considère que l'univers est placé au meilleur des cas dans un siècle. Est-ce que le processus de mondialisation se poursuivra et aboutira à un immense village planétaire ou, au contraire, ne va-t-il pas y avoir un mouvement de balancier avec un retour aux origines culturelles ? Mutant Chronicles propose un modèle de société où des empires d'entreprises se sont bâtis autour d'un projet et d'une vision commune. Une façon opportuniste de construire une identité sur les ruines des états-nations de façon à contrer l'effacement identitaire dans une société mondialisée. Et il ne faudrait pas voir les corporations comme des entités géographiques précises mais plutôt comme des héritières de valeurs qui font leur spécificité.

#### Un univers manichéen
Lorsque l'on aborde rapidement Mutant Chronicles, on repère assez vite la thématique du combat opposant la Confrérie aux Légions Obscures. Bref la vieille corde du combat de bien contre le mal caractérisant énormément d'œuvres de fantasy. Mais cette impression disparaît au fil de la lecture des suppléments et l'on comprend où se situe le cœur de cet univers : dans les corporations.
Mutant Chronicles ne se résume pas à un simple conflit Loi/Chaos ou Lumière/Obscurité puisque la thématique des corporations présentent toute l'ambiguïté de l'univers. Les corporations représentent à la fois le bourreau et le gardien de l'humanité. Bourreau puisqu'elles sont la source des souffrances de l'humanité, de la pollution de la Terre, son abandon au profit de nouveaux mondes, la constitution d'une quasi-aristocratie dans chacune des corporations, en particulier Bauhaus - qui est un régime exceptionnel de suspension de la démocratie qui dure depuis des siècles. Gardien puisqu'elles incarnent les institutions, la loi contre le chaos, la civilisation face à la barbarie, le progrès face à l'obscurantisme. Cette ambiguïté se reflète dans le jeu de rôle Mutant Chronicles au point de proposer aux joueurs d'incarner des citoyens des corporations, et peu d'univers proposent cette possibilité en dehors du simple archétype de cadre aux dents longues.
Mutant Chronicles expose une société qui est à l'origine de ses propres maux : la colonisation de Néron qui va déclencher la libération des Légions Obscures, un système inégalitaire qui va générer des Hérétiques en rupture avec la société, un système de colonies et de propriétés qui invitent aux conflits militaires et à la prise de contrôle militaire, des complexes militaro-industriels qui pour subvenir à leur équilibre financier ont besoin d'un état de guerre permanent. Mais aussi une société qui en est la solution : les Commandos de la Mort qui affrontent les Légions Obscures, la terra-formation de planètes pour échapper à l'enfer sur Terre, une société structurée pour entretenir le bien être de milliards de citoyens. Dans cet univers les personnages qui seront façonnés par les corporations ne pourront pas rejeter d'un bloc leur société ni y adhérer aveuglément. C'est cette spécificité qui rend Mutant Chronicles atypique parmi les œuvres de science-fiction (Warhammer 40 000 a eu le défaut de présenter l'Imperium comme une entité réellement fasciste qui enlève aux personnages la possibilité de toute ambiguïté, débouchant sur un cadre vraiment manichéen et bouché).

#### L’aspect technologique
Mutant Chronicles est un univers retrotech, c'est-à-dire que tous les éléments de technologie avancée caractérisant un univers de science-fiction classique y sont absents. En ce sens Mutant Chronicles se rapproche des univers post-apocalyptiques avec une science à peine plus avancée que la nôtre, avec les domaines de l'informatique et la micro-électronique en moins, et l'existence d'une technologie des anciens qui est confinée à l'état de reliques.
À l'instar d'autres œuvres, les corporations de Mutant Chronicles luttent âprement pour recouvrer la technologie perdue à la suite de l'irruption de la Symétrie Obscure. Mais là où dans un univers post-apocalyptique, les survivants recherchent le moyen de fabriquer des artefacts, dans Mutant Chronicles ces artefacts existent mais ne sont pas fiables et susceptibles d'être corrompus par la Symétrie Obscure. En cela Mutant Chronicles se démarque par une thématique non pas fondée sur la science libératrice (les survivants qui trouveront un avantage dans la récupération d'un artefact) mais sur une défiance vis-à-vis de la science (posséder l'artefact est une chose, bien l'utiliser en est une autre).
À noter que si l'aspect retrotech de Mutant Chronicles était confiné en 1993 à une privation de la technologie de la micro-électronique et de toutes les avancées de l'informatique, en 1998 Warzone Seconde Édition ira plus loin en confinant l'univers à un niveau steampunk (avec des calculateurs à vapeur mais sans vraiment convaincre la communauté de fans par ce choix éditorial fort discutable).
Enfin l'armement de Mutant Chronicles se différencie des œuvres de space opera par l'utilisation quasi exclusive des armes à feu. Seule la technologie des anciens peut laisser entrevoir les armes à énergie mais le niveau de l'armement se situe entre Seconde Guerre Mondiale et la Première Guerre du Golfe. Les fantassins sont armés de fusils d'assaut automatiques dont le design rappelle celui de Starship Troopers par exemple, et les missiles disposent d'organes de guidages primitifs (thermique, radar ou sonique). Seules certaines stations de défenses spatiales disposent de canons à particules géants ce qui est une exception à la règle.

#### L'ambiguïté du héros
Comme il a été précisé au paragraphe traitant des corporations, les personnages de Mutant Chronicles sont plongés en pleine ambigüité vis-à-vis de leur environnement. D'un côté, ils apparaissent comme des personnages héroïques dans le parti pris de défendre la civilisation humaine contre les actions subversives des Hérétiques ou contre les offensives des Légions Obscures ; et d'un autre côté apparaissent très critiques vis-à-vis de la corporation qu'ils défendent au point de la quitter pour se sortir des magouilles corporatistes dans lesquelles ils se trouveront immanquablement plongés. Et cette critique prend le forme d'une catégorie de personnage propre à Mutant Chronicles : le franc-tireur.
Le franc-tireur est l'équivalent de l'edgerunner de Cyberpunk ou du samouraï des rues de Shadowrun. Il s'agit d'un personnage qui est sorti de la sphère corporatiste et qui assure des jobs variés pour leur compte. Cette position présente l'avantage de pouvoir refuser des contrats, ce qu'un employé corporatiste ne pourrait faire, tout en permettant de se plonger dans les pires manigances des corporations (elles ont tout intérêt à confier ces tâches peu reluisantes à un personnel dont elles pourront nier la connaissance). D'autant que ce personnage est l'archétype du cynique et présente une forte parenté avec le fameux privé des romans noirs (simplement que le riche commanditaire prend la forme d'une entité désincarnée, mais la relation est identique).

#### Caractéristiques
L'univers présente plusieurs qualités :
- un contexte bien délimité. L'univers ne présente pas de grands secrets où d'intrigues à tiroir qui, une fois dévoilés, retire à l'univers tout son charme. Les informations de la licence développés en 1993 sont toujours d'actualité.
- une grande accessibilité thématique de par la conception de la licence. L'univers ne présente pas d'éléments complexes comme une storyline avec de multiples rebondissements ou un foisonnement de personnages qui pourraient égarer le lecteur dans la gamme.
- une grande richesse de situations de par la présence de plusieurs factions aux cultures et objectifs différents. Le tout reste compréhensible mais chaque corporation possède une atmosphère bien à elle et des possibilités d'aventure spécifiques.

Mais également plusieurs défauts :
- un contexte traité superficiellement. L'univers a été rédigé par des auteurs qui présupposaient que le lecteur dispose de bases solides dans la littérature de science-fiction aussi certains thèmes particulièrement riches ne sont que survolés. À charge des développements ultérieurs de s'intéresser à certaines d'entre elles voire à repiquer leur traitement dans d'autres œuvres.
- une communication visuelle en complet décalage avec les potentiels de la licence. Toutes les illustrations de Paul Bonner, en dépit de leur grande qualité, rappellent trop facilement un univers inspiré de Doom où les personnages ne feraient que bousiller de sales bestioles à coup de fusil à pompe. Or l'univers décrit est bien plus subtil avec un contexte urbain et des personnages avec un réel passé pour des aventures qui tendent plus vers le genre roman noir.

## Autour de l'univers de fiction

### Inspirations
Pour expliquer les sources d'inspiration de la licence, il convient de retracer son historique. Tout commence en 1982 avec l'édition d'un jeu suédois Mutant. Ce jeu se déroulait dans un univers post-apocalyptique sur une Terre ravagée par la guerre et la pollution et où certains humains avaient subi des mutations (d'où le titre). En 1988, une nouvelle mouture voit le jour qui s'appelle Mutant 2 où le contexte de jeu est étendu au système solaire et va commencer à intégrer des éléments de Dark Fantasy mais sans grand succès (l'aspect religieux reste trop proche du christianisme sans vraiment que le mélange fonctionne).
En 1991, à la suite d'une commande du distributeur de jeu américain Toy Corporation, le jeu connaîtra en à peine deux ans deux versions : la première sera Mutant R.Y.M.D qui devra concurrencer les gammes de jeu Games Workshop sur le marché américain. Cette première mouture sera vite abandonnée au premier supplément (sa conception était beaucoup trop semblable à Warhammer 40 000 en termes de packaging). Elle sera complètement remise à plat avec l'adandon des thématiques de la Terre, des Mutants et une réécriture complète des thématiques Cyberpunk et Dark Fantasy (l'aspect religieux sera dépouillé de son christianisme tout en gardant certaines thématiques). Elle débouchera en 1993 sur la seconde mouture Mutant Chronicles. Ce remaniement permit à l'éditeur de disposer d'une licence assez générique pour supporter plusieurs lignes de produits (pour concurrencer les produits Games Workshop sur le marché américain avec la licence Warhammer 40 000). Et comme le genre Cyberpunk faisait fureur à cette époque et que la licence Kult marchait très bien, Mutant Chronicles devait reposer sur ces deux nouveaux piliers. Aussi le parallèle avec Warhammer 40 000 est beaucoup moins fortuit que l'on pourrait le croire, Mutant Chronicles a été conçu pour rivaliser avec cette gamme en comptant des développements commerciaux comparables et non sans-succès comme le démontrera les jeux de plateaux comme Siege of Citadel et Fury of Clansmen, le jeu de cartes Doom Trooper et le jeu de figurines Warzone. Finalement, Mutant Chronicles est un titre qui s'explique davantage par le contexte commercial de l'époque que par un choix thématiques original de la part de son éditeur. Ceci explique aussi pourquoi il n'y a plus de "mutants" dans Mutant Chronicles.

#### Dark Fantasyetcyberpunk
Mutant Chronicle est un croisement entre un monde de Dark Fantasy et un monde de science-fiction et plus précisément Cyberpunk. Un monde de Dark Fantasy parce que l'univers de Mutant Chronicles est au bord du précipice avec les Secondes Guerres corporatistes menaçant de déchirer l'humanité et les Légions Obscures qui sont de retour. Le surnaturel y est très présent et une partie de ses manifestations a un impact direct sur l'univers. Les preuves de l'existence de forces infernales existent ainsi que les miracles sous la forme des Mystères de la Confrérie.
Cyberpunk par la présence des Corporations toutes puissantes, une société dirigée par des complexes militaro-industriels et des manigances politiques. L'élément "cyber" est par contre sous-représenté avec une technologie rétro-tech. Seule Cybertronic a une thématique de véritablement cyberpunk avec sa technologie robotique et sa réalité virtuelle. Reste les éléments sociaux d'un univers cyberpunk qui sont bel et bien présents. Simplement qu'à la place d'États-nations sur le déclin, Mutant Chronicles présente des corporations ayant pris leur place mais eux aussi connaissant le déclin.
Les personnages de Mutant Chronicles seront ainsi pris dans un dilemme entre défendre l'ordre de sociétés injustes et corrompues ou d'autre part laisser la part belle au chaos et à la barbarie des Légions. Un univers qui est donc loin d'être aussi manichéen que le packaging ne le laisse entendre au départ.

##### Parallèle avec Warhammer 40000
Dès le départ, Mutant Chronicles a été comparé avec l'univers de Warhammer 40 000. Même concepts, même lignes de produits (jeux de plateaux puis jeux de figurines) et packaging relativement similaire (gros guerriers en armure combattant les forces du chaos). Et ce pour une bonne raison, Target Games souhaitait chasser sur les terres de Games Workshop en proposant une licence concurrente Warhammer 40 000. Bien que Warhammer 40 000 soit aussi une projection technologique d'un monde de Dark Fantasy, il existe des différences notables qui les distinguent indubitablement dans l'esprit de leurs fans respectifs.
Tout d'abord quelles sont les ressemblances entre les deux univers:
- Un destin très sombre avec une humanité au bord de l'effondrement, une société où l'information est contrôlé par le pouvoir et où les populations sont constamment bombardés par la propagande corporatiste.
- Dans un univers comme dans l'autre, l'humanité est menée sous bannière religieuse, l'un de l'Empereur, l'autre du Cardinal. Tous les deux ont le statut de sauveur et les deux organisation religieuses reposent sur l'existence d'un mal absolu contre lequel elles représentent le seul recourt.
- Les dualités Ordre/Chaos : Forces Obscures/Confrérie dans Mutant Chroniques et Empire/Chaos dans Warhammer 40 000. Il n'y a pas de place pour la neutralité, soit on est avec la Loi, soit on est contre la Loi.
- L'Inquisition, la traque de l'hérésie pour le bien supérieur de l'humanité qui doit être soit tué, soit purifié.
- L'existence de Commandos de la Mort qui ne dépareillent pas avec des Space Marines. C'est la même note héroïque que l'on retrouve dans les deux univers.
- Les Apôtres de l'Obscurité qui ne dépareillent pas eux aussi avec les Dieux du Chaos. C'est l'incarnation d'un Mal absolu multi-forme, chaque entité maléfique incarnant un de ces principes : la Guerre, la Maladie, la Corruption, etc.

Mais les différences existent sur bien des points :
- L'échelle de l'univers Warhammer 40 000 est galactique (la Voie lactée), alors que Mutant Chronicles est seulement réduit au système solaire. En effet les astres du système solaire présentent l'avantage d'être plus familier et avoir des noms évocateurs que simplement un nom de système perdu sur une carte galactique anonyme.
- L'absence des races Médiévales fantastiques dans Mutant Chronicles comme les Orcs ou les Eldars.
- L'absence d'armes de haute technologie. Mutant Chronicles a un armement basé sur les armes à feu. La seule exception concerne certaines munitions à plasma et l'existence d'armes à énergie embarqués sur les énormes vaisseaux de combat. Nul canon laser, phaser ou épées énergétiques.
- le packaging de Warhammer 40 000 est très morbide avec toujours au moins une tête de mort représenté sur chaque illustration. Dans Mutant Chronicles, le contenu est plus coloré bien que l'illustrateur principal, Paul Bonner, soit issu des rangs d'illustrateurs de Games Workshop.

#### Astronomie

##### Système solaire
Dans ce monde imaginaire on ne s'encombre pas vraiment de réalisme astronomique, d'ailleurs qui irait chercher du réalisme dans un monde inspiré de la Dark Fantasy ? Le délai de la terraformation indiquée dans la chronologie s'étend à peine sur dix siècles ce qui impliqueraient que les anciens disposaient de technologies capables de réchauffer ou refroidir une planète, de produire une atmosphère rapidement viable et d'introduire des organismes génétiquement modifiés capables de recycler une partie de la surface des planètes et de son atmosphère.
MarsMars est une planète intéressante à la terraformation. Cette planète dispose aujourd'hui d'une atmosphère froide et ténue et de réserves d'eau sous la forme de permafrost aux pôles. Les plans de terraformation de cette planète se dirrigerait donc vers la création d'une énorme masse de gaz à effet de serre qui épaissirait l'atmosphère tout en la réchauffant. Reste à installer suffisamment de processurs atmosphériques pour produire cette atmosphère et libérer assez d'eau pour que des organismes semblables aux lichens puissent entamer le processus d'oxygénation de l'atmosphère.
VénusLa planète dispose de caractéristiques astronomiques semblables à la Terre si ce n'est par sa position très proche du soleil et une atmosphère capable de venir à bout de la moindre sonde en une dizaine de minutes (une pression énorme et des pluies acides). La terraformation de la planète envisagée prendrait la forme d'un bombardement par des astéröides de glace sur lesquels on implanterait des micro-organismes. Le tout est d'apporter de l'eau sur la planète. Reste aux micro-organismes d'être suffisamment résistants et d'être capables d'utiliser la chaleur de la planète (elle possède encore une activité tectonique).
MercureLa terraformation de Mercure est inenvisageable. À ceci la raison est sa faible gravité qui est incapable de retenir la moindre atmosphère. Et combinée avec le bombardement solaire très important, toute vie en surface est donc interdite. Par contre la colonisation de l'écorce de l'astre est possible surtout parce que la planète dispose d'une source d'énergie illimitée, la lumière solaire. La colonisation prendrait la forme de complexes miniers où seuls les astroports affleuraient en surface et où d'immenses collecteurs solaires fourniraient l'énergie nécessaire pour rendre viable ces environnements sosuterrains. Par contre la création de micro-climats pour chaque caverne représente un défi pour les biologistes moléculaires. La faible surface de ces microcosmes les rendent très sensibles à la moindre perturbation.
LunaLa lune dispose elle aussi d'une si faible gravité que toute production d'une atmosphère protégeant des rayonnements solaire est impossible. Reste la construction de colonies sous domes ou enterrées comme dans le cas de Mercure. Dans l'univers de Mutant Chronicles, un seul super-dôme sera en activité et abritera la mégaville de Luna avec un diamètre avoisinant les 100 kilomètres.
GanymèdeCe satellite de Jupiter est un peu plus gros que Mercure, mais sa proximité avec Jupiter le rend à peine plus viable qua sa cousine collée au soleil. En effet la magnétosphère de Jupiter joue le rôle d'amplificateur des rayonnements cosmiques sur ses satellites. Donc la terraformation de Ganymède devraient prendre la forme d'une colonisation de sa surface glacée qui présente au moins l'intérêt de pouvoir supporter une flore de type toundra. Par contre il n'est pas question de construire des colonies à sa surface.

##### 10eplanète
À la création du monde imaginaire, 90377 Sedna peut-être la dixième planète du système solaire n'a pas encore été découverte en 1993 mais le sera en 2003. Reste que de nombreux planétoïdes restent à être découverts dans la ceinture de Kuiper. La difficulté des observations tient au fait du rapport taille/distance des planétoides qui est très faible, des outils de prédictions gravitationnels ayant servi pour détecter Pluton ne sont pas utilisables car les planétoïdes n'exercent pas une interaction sensible avec d'autres corps et que leur Albedo est suffisamment faible pour qu'ils soient indétectables à la lumière des étoiles. Reste que certains des planétoïdes découverts depuis quelques années sont plus gros que Pluton remettant ainsi en cause son statut de 9e planère (les experts le désigneront plus volontiers comme un KBO : un Kuiper Belt Object).

### Évolution de l'univers de Mutant Chronicles
Importantes évolutions du monde imaginaire.
- 1993 : Parution du jeu de rôle Mutant Chronicles. Il s'agit du background principal du jeu qui sera complété par la suite par plusieurs suppléments. Ce background servira de références à toutes les autres lignes de produits.
- 1995 : Parution du jeu de figurines Warzone. Le background est repris du jeu de rôle et le système statistique est aussi compatible avec les autres lignes de produits dont les jeux de société. La priorité est donnée aux indépendants et aux customisations plus qu'à la tactique sur le terrain.
- 1998 : Parution du jeu de rôle Mutant Chronicles 2nd Edition. Celle-ci est en fait anecdotique et est tout à fait compatible avec le reste de la gamme de la 1re édition. Seule avancée de taille est le système d'archétypes qui rappelle le système de classe d'AD&D. Mais le background est le même à la virgule près.
- 1998 : Parution du jeu de figurines Warzone 2nd Edition. Target Games corrige les excès de la 1re édition en remettant en ordre le système de jeu et l'équilibre existant entre troupes de base et indépendants. Même si les armées perdent de leur originalité, le jeu en devient bien plus tactique puisque ne reposant plus trop sur la constitution des forces. À noter le changement de système qui rompt avec la licence principale. Une évolution du background est aussi à noter puisqu'elle introduit une analyse plus profonde de la storyline.
- 2004 : Parution du jeu de figurines Ultimate Warzone. Excelsior Entertainement reprend le système de la Seconde édition et remet en piste le background de la licence principal. Même si le système est excellent, l'empilement des unités par factions rend le tout très lourd. Un jeu très riche mais trop copieux pour qu'elqu'un voulant découvrir l'univers de Mutant Chronicles.
- 2005 : Démarrage du film Mutant Chronicles : The movie. Pressman Films relance son projet de film sur la licence et confie le script ainsi que la réalisation à Simon Hunter. L'action devrait se dérouler sur la Terre au cours du XXIIIe siècle apr. J.-C. L'humanité sera aux prises avec des mutants. Apparemment le synopsis du film ne suit que de très loin la licence. La première est prévue à l'automne 2008.
- 2006 : Mise en chantier du jeu de figurines à collectionner Mutant Chronicles. Fantasy Flight Games repart de zéro avec un nouveau jeu et un système différent de Warzone. Mise en chantier du jeu de rôle Mutant Chronicles. Center Of Gravity Games repart de zéro avec une réorientation de l'univers et un système différent de la 1re édition. Annonce de la déclinaison du script du film de 2008 en comics et roman. Les éditeurs Dark Horse et Random House devraient sortir ces produits dérivés en même temps que le film et le jeu de rôle, c'est-à-dire à l'automne 2008.
- 2008 : Parution de Mutant Chronicles CMG en septembre 2008 avec un background conforme à la licence classique. Sortie du film directement en DVD aux États-Unis et en Allemagne faute d'un distributeur (une version cinéma non terminée fut pourtant distribuée dans quelques pays comme la Russie).

Importantes évolutions des développeurs de la licence.
- 1991 : la société suédoise Aventyrsspel se rebaptise Target Games ; préparation de la gamme
- 1993 : partenariat avec Pressman Toys ; sortie du jeu de rôle et des jeux de société
- 1994 : sortie des comics, romans et jeu de cartes
- 1995 : partenariat avec Heartbreaker ; sortie du jeu de figurines et du jeu vidéo
- 1996 : partenariat avec Pressman Films ; préparation d'un film sur la licence
- 1997 : dernier supplément pour le jeu de rôle et jeu de cartes, abandon du film
- 1998 : sortie de la nouvelle édition du jeu de figurines
- 1999 : dernier supplément pour le jeu de figurines
- 2000 : faillite de Target Games et création de Paradox Entertainment
- 2000 : préparation d'un jeu vidéo sur le jeu de figurines
- 2001 : partenariat avec Excelsior Entertainment ; préparation d'une nouvelle édition du jeu de figurines
- 2002 : abandon du jeu vidéo sur le jeu de figurine ; préparation d'un jeu vidéo sur le jeu de rôle
- 2003 : abandon du jeu vidéo sur le jeu de rôle
- 2004 : sortie de la troisième édition du jeu de figurines
- 2005 : partenariat avec Pressman Films ; préparation d'un nouveau film sur la licence ; la licence jeu de figurines n'est pas renouvelée à Excelsior Entertainment
- 2006 : partenariat Fantasy Flight Games ; préparation d'un jeu de figurines à collectionner ; destruction des moules des figurines Warzone. Partenariat Center Of Gravity Games ; préparation d'une nouvelle édition du jeu de rôle. Partenariat avec Dark Horse et Random House ; déclinaison du film en comics et roman en préparation.
- 2008 : sortie du jeu de figurines à collectionner ; sorties du DVD du film et son adaptation en roman.
- 2009 : abandon du jeu de figurines. Sortie du film aux États-Unis. The Mutant Chronicles fait partie de la liste des plus gros échecs du box-office américain avec des recettes aux États-Unis et au Canada estimées à 6 820 $ US pour un budget indiqué à 22 000 000 $ US (production et distribution). Les recettes du film se sont constituées très majoritairement à l'étranger où le film a totalisé 1 620 880 $ US (699 856 $ US pour la seule Russie). Source Box Office Mojo.
- 2010 : abandon du jeu de rôle (non-renouvellement de la licence).

### Droits et domaine juridique
Paradox Entertainment a l'exclusivité de Mutant Chronicles sur tous les domaines. Elle détient en fait la licence principale et ne cède que des licences d'exploitation.
Il est accepté (sans aucune jurisprudence ni contrat) que vous puissez faire vos propres extensions aux jeux et les distribuer sans aucune rémunération, sans licence et sans officialisation.
Il est accepté (sans aucune jurisprudence ni contrat) d'écrire des textes, des fanfics, des romans sans aucune rémunération, et sans officialisation.
Les conditions exprimées ci-dessous ont comme source directe Paradox Entertainment. Elles ont été exprimées à l'occasion de la soumission du projet Coral Beach Center à l'ayant droit.
1) la publication ne doit générer aucun revenu. Si une personne perçoit de l'argent de celle-ci, c'est illégal et en violation des marques déposées.
2) vous devez spécifier que Mutant Chronicles et Warzone sont des marques déposées de Paradox Entertainment.
3) vous devez spécifier que le site web n'est en aucun cas affilié à Paradox Entertainment, et que les publications qui sont reprises/altérées/complétées sont produites par des fans et ne peuvent être considérés comme des textes officiels.

### Personnalités importantes
Quelques personnes ont eu une plus grande influence sur l'univers de Mutant Chronicles que d'autres, soit parce qu'on les retrouve tout au long de son histoire, soit parce qu'elles ont été un atout à cette gamme.
Paul BonnerPaul Bonner fut l'illustrateur principal de toutes les couvertures des produits Mutant Chronicles. Autant dire qu'il est derrière le packaging de la licence. Cet illustrateur danois a réalisé plus d'une vingtaine de planches pour le compte de Target Games, travailla ensuite chez FASA sur le jeu Vor : The Maelstrom et Rackham sur les jeux Confrontations, Cadwallon et Rag'narok. Aujourd'hui cet artiste travaille à son compte, principalement pour Riotmind sur le jeu Drakar och Demoner. Un portfolio Au cœur de la forêt a été édité en 2007 reprenant la majeure partie de son travail.
Nils GulliksonNils Gullikson fut le directeur artistique ayant réalisé le background de la licence Mutant Chronicles et son identité graphique. Il indique dans le port-folio de Paul Bonner qu'il souhaitait pour Mutant Chronicles "Des militaires de l'univers Aliens, un décor à la Gotham City et des monstres sortis de l'imagination de Clive Barker". Il participera aussi à l'élaboration du jeu Kult ce qui explique le lien de parenté constaté entre les licences. Il fut mis à la tête de Paradox Interactive en 2001.
Matt ForbeckMatt Forbeck fut le traducteur qui permit à Mutant Chronicles d'être édité aux États-Unis (Target Games éditait ses jeux en suédois jusqu'alors). Il écrira les premiers suppléments du jeu de rôle comme Capitol et la Confrérie avec quelques influences de Mutant R.Y.M.D. Depuis cette aventure, Matt Forbeck a cofondé Pinnacle Studio et depuis quelques années s'attelle à l'écriture de romans tirés d'univers de jeu de rôle. En 2006, il sera contacté pour écrire l'adaptation du script du film Mutant Chronicles en 2008.
William KingSurnommé Bill King, il fut l'auteur de plusieurs suppléments du jeu de rôle (Bauhaus en particulier) et participa activement à l'aventure de Warzone dont il conçut les règles de la 1re édition. Son passé éditorial parmi les équipes de Games Worshop explique la parenté des deux gammes de jeu en termes de ton et de style.
Fredrick MalmbergFredrick Malberg fait partie de l'aventure Target Games depuis les années 1980. Il élabora la stratégie commerciale au départ de la licence en 1991 et décida de prendre des éléments thématiques dans les jeux de l'époque qui marchaient bien. Il prit la tête de Paradox Entertainment en 2001 mais depuis 2005 il en est coprésident. Aujourd'hui il assure la coordination des projets autour de la licence Mutant Chronicles et des licences H.P. Howard (Conan, Salomon Kane, etc).
Guillaume FournierTraducteur puis illustrateur pour le compte de Descartes Éditeur, Guillaume Fournier a assuré l'ensemble des traductions des produits distribués en France. L'aventure Mutant Chronicles va tellement lui plaire que beaucoup de ses illustrations vont servir dans les suppléments Mishima, Cybertronic, Ilian et Mutant Chronicles 2nd Édition.

### Groupes (entreprise, association ou autre)
Target GamesSociété suédoise à l'origine de l'univers imaginaire. Elle se baptisait à l'origine Aventyrrspel et avait édité en 1982 un jeu qui s'appelait Mutant. Le changement de dénomination est concomitant avec la réorientation des lignes de jeu vers la langue anglaise. Son opportunisme commerciale va la conduire en 1991 a envisagé le développement d'une licence multi-produits Mutant Chronicles. En association avec le groupe Pressman Toy, elle lancera non seulement le jeu de rôle, mais aussi trois jeux de plateaux, une série de 4 comics, une série de 3 romans, 2 jeux vidéo sorties sur Playstation et, plus tard, un jeu de cartes à collectionner et un jeu de figurines.
Paradox EntertainmentSociété suédoise mais basé à Los Angeles est détentrice des droits de Mutant Chronicles. Issue de la faillite de Target Games, cette société correspondait à la branche Aventure de l'ancien éditeur. Aujourd'hui son activité est de gérer les licences telles que Conan, Mutant Chronicles, Kult ou Heavy Gear parmi d'autres. Elle dispose aussi d'une filiale Paradox Interactiv qui a tenté de développer le jeu vidéo Warzone-Online entre 2000 et 2002 puis sous-traité le développement du MMORG Mutant Chronicles Online entre 2002 et 2004.
Excelsior EntertainmentDernier éditeur de Warzone. Cette société américaine a bénéficié d'une licence d'exploitation de 5 ans de la ligne de produit Mutant Chronicles et Warzone. Cette licence ne lui a pas été renouvelée le 31 décembre 2005 et depuis la société  a fait faillite. Sa seule contribution à la licence fut la 3e édition de Warzone en 2004 et la sculpture d'une poignée de figurines. Tous les moules des figurines de Warzone ont d'ailleurs été détruits en mars 2006.
Fantasy Flight GamesCette société américaine a édité entre septembre 2008 et avril 2009 Mutant Chronicles CMG (pour Collectable Miniature Game). En raison de problèmes de production, le jeu fut distribué en conditionnement fixe uniquement.
Center Of Gravity GamesCe micro-éditeur suédois a travaillé sur une troisième édition de Mutant Chronicles RPG. Cette édition devait marquer une évolution sensible du contexte de la licence. Mais après quatre ans d'élaboration, le détenteur des droits n'a pas renouvelé la licence d'exploitation faute d'une quelconque production.
Pressman ToysCette société de jeux de société basée à New York est à l'origine de la commande portant sur la création de la franchise Mutant Chronicles. Son président, James Pressman est le frère de Edward R. Pressman qui dirige Pressman Films. La collaboration avec l'éditeur Target Games se cantonnera à la production de 3 jeux de plateaux pour le continent nord-américain. C'est ce partenariat qui est à l'origine de l'identité graphique de la licence.
Pressman FilmsCette société basée à New York est depuis longtemps partenaire avec Target Games  sur un projet d'adaptation cinéma de la licence. Son président, Edward R. Pressman est le frère de James Pressman qui dirige Pressman Toys. Un premier projet avait été mis en préproduction entre 1995 et 1997. En 2005, un second projet fut mis en chantier avec un budget de 22 millions de dollars et compte dans son casting Thomas Jane (the Punisher) et John Malkovitch. Après 2 ans et demi de post-production et de recherche d'un distributeur en Amérique du Nord, le film sorti en avril 2009 dans deux salles.
Descartes ÉditeurCette société française a permis la traduction et distribution des produits Mutant Chronicles en France. Elle n'a pas traduits tous les suppléments ni produits dérivés mais elle fournira un très bon suivi de la gamme Warzone jusqu'en 2000 avec la disparition de Target Games. Descartes Editeur a été racheté par l'éditeur français Asmodee Editions en septembre 2004.
Edge EntertainmentAnciennement nommée Ubik/Millenium, cette société française gèra la traduction et distribution du jeu de figurines en France et en Espagne entre septembre 2008 et avril 2009.

### Univers de fiction connexes
L'équipe de développeurs de Target Games était en partie commune avec celle de l'univers du jeu Kult. Aussi certains clins d'œil apparaissent d'une licence à l'autre comme des noms de créatures communes et des passerelles entre les deux univers (certaines descriptions de portails dimensionnels font clairement référence à l'un et à l'autre univers).
Reste que les deux univers diffèrent dans leur traitement du genre Dark Fantasy. Mutant Chronicles dispose de personnages héroïques et hauts en couleur capables de rivaliser avec les créatures des Légions Obscures et toutes sortes de situations. Dans Kult par contre, les personnages devront faire face à leur propres démons et seront toujours perdants dans une confrontation avec les puissances supernaturelles.

### Univers de fiction semblables
Warhammer 40 000Warhammer 40 000 est un monde développé par Games Workshop et inspiré de Dark Fantasy comme Mutant Chronicles. À l'instar de Mutant Chronicles, cet univers fera l'objet de plusieurs gammes de produits dans les jeux de plateau (Space Hulk, Space Crusade), jeux de figurines (Warhammer 40 000, Necromunda, Battle Fleet Gothic, Inquisitor, Epic) et même de plusieurs jeux vidéo (Chaos Gate, final liberation, Dawn of War, Space Marines). Après plus de 20 ans d'existence, la licence sera finalement adaptée en jeu de rôle en 2008 par Fantasy Flight Games.
Stella InquisitorusStella Inquisitorus est un monde développé par Siroz Production et propose une version futuriste du jeu de rôle In Nomine Satanis / Magna Veritas. L'absence du recul et de l'humour qui caractérisaient l'univers original n'a pas permis à la gamme de perdurer.